# Federico Agustín Gómez
Federico Agustín Gómez (Merlo, 26 novembre 1996) è un tennista argentino.
Vanta tre titoli Challenger in singolare e cinque in doppio, oltre a due titoli ITF in singolare. Nel circuito maggiore ha raggiunto una volta il secondo turno nei tornei del Grande Slam (Open di Francia) e ha giocato una finale in doppio in coppia con Santiago González a Houston.
Nel febbraio 2025 ha raggiunto la posizione n. 133 del ranking ATP in singolare, mentre in doppio il suo best rank è il n. 117 raggiunto nel maggio 2025.

## Carriera
Nel 2023, Gómez vince il suo primo titolo di doppio Challenger in coppia con Nicolás Kicker al Tallahassee Tennis Challenger 2023.
Nel 2024, dalla posizione n. 367, fa il suo debutto in un main draw ATP al Córdoba Open 2024 come qualificato, dopo aver partecipato alle qualificazioni come alternate. Nello stesso torneo, debutta anche in doppio come wildcard in coppia con Renzo Olivo e ottiene la prima vittoria ATP in doppio. Vince il suo primo titolo Challenger in singolare a Milano. Nel mese di settembre, supera le qualificazioni e ottiene la prima vittoria ATP in singolare al Chengdu Open 2024, battendo il francese Alexandre Müller.
Nel 2025, gioca la sua prima finale ATP in doppio in coppia con Santiago González all'U.S. Men's Clay Court Championships 2025 e vengono sconfitti da Fernando Romboli e John-Patrick Smith con il punteggio di 6-1, 6-4. Nel mese di maggio, fa il suo debutto in un tabellone principale dello Slam all'Open di Francia 2025 come lucky loser e ottiene anche la prima vittoria battendo Aleksandar Kovacevic in quattro set.

## Statistiche

### Doppio

#### Finali perse (1)
| Legenda              |
| -------------------- |
| Grande Slam (0)      |
| ATP Finals (0)       |
| ATP Masters 1000 (1) |
| ATP Tour 500 (0)     |
| ATP Tour 250 (1)     |

| N. | Data          | Torneo                                       | Superficie  | Compagno          | Avversari in finale                 | Punteggio |
| 1. | 6 aprile 2025 | U.S. Men's Clay Court Championships, Houston | Terra rossa | Santiago González | Fernando Romboli John-Patrick Smith | 1-6, 4-6  |

### Tornei minori

#### Singolare

##### Vittorie (3)
| Legenda tornei minori |
| Challenger (3)        |

| Nº | Data            | Torneo                                    | Superficie  | Avversario in finale | Punteggio |
| 1. | 29 giugno 2024  | Milano ATP Challenger, Milano             | Terra rossa | Filip Cristian Jianu | 6-3, 6-4  |
| 2. | 14 luglio 2024  | Città di Trieste Challenger, Trieste      | Terra rossa | Tomás Barrios Vera   | 6-1, 6-2  |
| 3. | 3 novembre 2024 | Challenger Ciudad de Guayaquil, Guayaquil | Terra rossa | Tomás Barrios Vera   | 6-1, 6-3  |

#### Doppio

##### Vittorie (6)
| Legenda tornei minori |
| Challenger (6)        |

| Nº | Data             | Torneo                                              | Superficie  | Compagno            | Avversari in finale                  | Punteggio            |
| 1. | 23 aprile 2023   | Tallahassee Tennis Challenger, Tallahassee          | Terra verde | Nicolás Kicker      | William Blumberg Luis David Martínez | 7-6(2), 4-6, [13-11] |
| 2. | 28 gennaio 2024  | Punta Open, Punta del Este                          | Terra rossa | Murkel Dellien      | Guido Andreozzi Guillermo Durán      | 6-3, 6-2             |
| 3. | 18 maggio 2024   | Tunis Open, Tunisi                                  | Terra rossa | Marcus Willis       | Patrik Rikl Michael Vrbenský         | 4-6, 6-1, [10-6]     |
| 4. | 24 novembre 2024 | Torneio Internacional Masculino de Tênis, San Paolo | Cemento     | Luis David Martínez | Christian Harrison Evan King         | 7-6(4), 7-5          |
| 5. | 27 aprile 2025   | Savannah Challenger, Savannah                       | Terra verde | Luis David Martínez | Mac Kiger Patrick Maloney            | 3-6, 6-3, [10-5]     |
| 6. | 5 luglio 2025    | Modena Challenger, Modena                           | Terra rossa | Luis David Martínez | Johannes Ingildsen Miloš Karol       | 7-5, 7-6(5)          |

##### Finali perse (3)
| Legenda tornei minori |
| Challenger (3)        |

| Nº | Data           | Torneo                        | Superficie  | Compagno            | Avversari in finale                  | Punteggio   |
| 1. | 30 aprile 2023 | Savannah Challenger, Savannah | Terra verde | Nicolás Kicker      | William Blumberg Luis David Martínez | 1-6, 4-6    |
| 4. | 17 agosto 2024 | Cary Challenger, Cary         | Cemento     | Petros Tsitsipas    | John Peers John-Patrick Smith        | walkover    |
| 5. | 13 aprile 2025 | Sarasota Open, Sarasota       | Terra verde | Luis David Martínez | Robert Cash James Tracy              | 4-6, 6(3)-7 |